# Olophoeus
Olophoeus is een geslacht van kevers uit de familie  
kniptorren (Elateridae).
Het geslacht is voor het eerst wetenschappelijk beschreven in 1859 door Candèze.

## Soorten
Het geslacht omvat de volgende soorten:
- Olophoeus brunneiventris (Schwarz, 1859)
- Olophoeus brunneus Girard, 1974
- Olophoeus brunnipennis Schwarz
- Olophoeus christophei Girard, 1974
- Olophoeus cinnamomeus Schwarz
- Olophoeus elgonensis Fleutiaux, 1935
- Olophoeus gaedikei Girard, 1974
- Olophoeus gerstaeckeri Fleutiaux, 1935
- Olophoeus gibbus Candèze, 1859
- Olophoeus granulipennis Candeze
- Olophoeus mechowi Candeze
- Olophoeus melancholicus (Candèze, 1881)
- Olophoeus minutus Schwarz
- Olophoeus nubilus Kluge
- Olophoeus parallelus (Candèze, 1859)
- Olophoeus protensus Gerstaecker
- Olophoeus rugosus Schwarz
- Olophoeus russatus Fairmaire
- Olophoeus semiferrugineus Schwarz
- Olophoeus transvallensis Girard, 1974